# Collegio uninominale Lombardia 2 - 04 (2020)
Il collegio elettorale uninominale Lombardia 2 - 04 è un collegio elettorale uninominale della Repubblica Italiana per l'elezione della Camera dei deputati.

## Territorio
Come previsto dalla legge n. 51 del 27 maggio 2019, il collegio è stato definito tramite decreto legislativo all'interno della circoscrizione Lombardia 2.
È formato dal territorio dell'intera provincia di Sondrio (77 comuni) e da 82 comuni della provincia di Como: Albavilla, Alserio, Alta Valle Intelvi, Alzate Brianza, Anzano del Parco, Argegno, Arosio, Asso, Barni, Bellagio, Bene Lario, Blessagno, Brenna, Brienno, Caglio, Campione d'Italia, Canzo, Carlazzo, Carugo, Caslino d'Erba, Castelmarte, Cavargna, Centro Valle Intelvi, Cerano d'Intelvi, Claino con Osteno, Colonno, Corrido, Cremia, Cusino, Dizzasco, Domaso, Dongo, Dosso del Liro, Erba, Eupilio, Garzeno, Gera Lario, Grandola ed Uniti, Gravedona ed Uniti, Griante, Inverigo, Laino, Lambrugo, Lasnigo, Lezzeno, Livo, Longone al Segrino, Lurago d'Erba, Magreglio, Menaggio, Merone,
Monguzzo, Montemezzo, Musso, Nesso, Orsenigo, Peglio, Pianello del Lario, Pigra, Plesio, Ponna, Ponte Lambro, Porlezza, Proserpio, Pusiano, Rezzago, Sala Comacina, San Bartolomeo Val Cavargna, San Nazzaro Val Cavargna, San Siro, Schignano, Sorico, Sormano, Stazzona, Tremezzina, Trezzone, Val Rezzo, Valbrona, Valsolda, Veleso, Vercana e Zelbio.
Il collegio è parte del collegio plurinominale Lombardia 2 - 02.

## Eletti
| Elezione | Elezione | Deputato            | Partito |
| -------- | -------- | ------------------- | ------- |
|          | 2022     | Giancarlo Giorgetti | Lega    |

## Dati elettorali

### XIX legislatura
Come previsto dalla legge elettorale, 147 deputati sono eletti con sistema a maggioranza relativa in altrettanti collegi uninominali a turno unico.
| Candidati                                 | Candidati                     | Voti    | %     | Liste                          | Voti    | %     |
| ----------------------------------------- | ----------------------------- | ------- | ----- | ------------------------------ | ------- | ----- |
|                                           | Giancarlo Giorgetti ✔️ Eletto | 108 140 | 61,85 | Fratelli d'Italia              | 57 481  | 32,88 |
| Lega per Salvini Premier                  | Giancarlo Giorgetti ✔️ Eletto | 108 140 | 61,85 | 32 606                         | 18,65   |       |
| Forza Italia                              | Giancarlo Giorgetti ✔️ Eletto | 108 140 | 61,85 | 16 468                         | 9,42    |       |
| Noi moderati/Lupi - Toti - Brugnaro - UDC | Giancarlo Giorgetti ✔️ Eletto | 108 140 | 61,85 | 1 585                          | 0,91    |       |
|                                           | Valeria Caterina Duico        | 34 601  | 19,79 | Partito Democratico-IDP        | 23 340  | 13,35 |
| +Europa                                   | Valeria Caterina Duico        | 34 601  | 19,79 | 5 586                          | 3,19    |       |
| Alleanza Verdi e Sinistra                 | Valeria Caterina Duico        | 34 601  | 19,79 | 5 115                          | 2,93    |       |
| Impegno Civico - Centro Democratico       | Valeria Caterina Duico        | 34 601  | 19,79 | 560                            | 0,32    |       |
|                                           | Alessandro Stefano Bertolini  | 14 949  | 8,55  | Azione - Italia Viva - Calenda | 14 949  | 8,55  |
|                                           | Luca Sangalli                 | 8 535   | 4,88  | Movimento 5 Stelle             | 8 535   | 4,88  |
|                                           | Francesca Losi                | 3 110   | 1,78  | Italexit                       | 3 110   | 1,78  |
|                                           | Daniela Mosca                 | 1 940   | 1,11  | Italia Sovrana e Popolare      | 1 940   | 1,11  |
|                                           | Cristian Pavioni              | 1 704   | 0,97  | Unione Popolare                | 1 704   | 0,97  |
|                                           | Carlo Trotalli                | 1 639   | 0,94  | Vita                           | 1 639   | 0,94  |
|                                           | Angelo Beltrama               | 218     | 0,12  | Noi di Centro – Europeisti     | 218     | 0,12  |
| Totale                                    | Totale                        | 174 836 | 100   |                                | 174 836 | 100   |
|                                           |                               |         |       |                                |         |       |
| Schede bianche                            | Schede bianche                | 3 732   | 2,03  |                                |         |       |
| Schede nulle                              | Schede nulle                  | 5 387   | 2,93  |                                |         |       |
| Votanti                                   | Votanti                       | 183 955 | 67,25 |                                |         |       |
| Elettori                                  | Elettori                      | 273 555 |       |                                |         |       |